# 科利納市

科利納市（西班牙語：Municipio Colina），是委內瑞拉的一個市，位於該國西北部法爾孔州，首府設於拉韋拉德科羅，面積582平方公里，2013年人口48,353，人口密度為每平方公里83.93人。